# Quốc lộ 57
Quốc lộ 57 là con đường nối liền tỉnh Vĩnh Long và tỉnh Bến Tre.

## Quốc lộ 57
Quốc lộ 57 bắt đầu từ ngã tư Đồng Quê, giao với quốc lộ 53, thuộc phường 4, thành phố Vĩnh Long, đi qua các huyện Long Hồ (Vĩnh Long), Chợ Lách, Mỏ Cày (Bến Tre) và kết thúc tại Đồn biên phòng Cổ Chiên ấp Thạnh Hòa, xã Thạnh Phong, huyện Thạnh Phú (Bến Tre). Quốc lộ 57 trước đây là tỉnh lộ 888 được chuyển thành quốc lộ theo quyết định của Bộ Giao thông vận tải vào ngày 25 tháng 6 năm 1999. Chiều dài khoảng 105 km.
Quốc lộ 57 giao với quốc lộ 60 tại 2 vị trí khác nhau trên địa bàn thị trấn Mỏ Cày, huyện Mỏ Cày. Ngoài ra, tỉnh lộ 882 dài 10,05 km nối quốc lộ 57 tại ngã ba Cây Trâm, xã Hưng Khánh Trung, huyện Chợ Lách (giáp ranh Mỏ Cày) đến quốc lộ 60 tại ngã ba Chợ Xếp, xã Tân Thành Bình, huyện Mỏ Cày (phía Bắc thị trấn Mỏ Cày). Tỉnh lộ 882 đi qua di chỉ khảo cổ học Ba Vát. Từ thành phố Bến Tre tại ngã ba Tân Thành có thể theo tỉnh lộ 884 dài 24,45 km đến bến phà Tân Phú, huyện Châu Thành, từ đó qua Chợ Lách đến quốc lộ 57; đây là con đường ngắn nối thành phố Bến Tre và thành phố Vĩnh Long.
Trên quốc lộ 57 có phà Đình Khao băng qua sông Cổ Chiên nối liền Tp.Vĩnh Long và huyện Long Hồ, tỉnh Vĩnh Long.
Độ dài một số tuyến trên quốc lộ 57:
- Đoạn thuộc tỉnh Vĩnh Long: 8 km
- Đoạn bắt đầu từ huyện Chợ Lách đến thị trấn Mỏ Cày: 40,65 km.

Bộ GTVT quyết định về việc chuyển đoạn ĐT.884 và ĐT.883 thành Quốc lộ 57B, chuyển đoạn ĐT.884 và ĐT.885, ĐT.887 thành Quốc lộ 57C.

## Quốc lộ 57B
Tuyến Quốc lộ 57B đoạn đi qua địa phận huyện Châu Thành và huyện Bình Đại trước đây là Đường tỉnh 883 và một phần Đường tỉnh 884 do tỉnh Bến Tre quản lý.
Thừa ủy quyền của Bộ GTVT, UBND tỉnh Bến Tre công bố quyết định của Bộ GTVT về việc chuyển đoạn ĐT.884 và ĐT.883 thành QL.57B.
Quốc lộ 57B được chuyển từ đường tỉnh 883 và đường tỉnh 884 thành quốc lộ từ năm 2019 với chiều dài là 86,23 km.
Quốc lộ 57B có tổng chiều dài 87 km với điểm đầu nút giao với Quốc lộ 57 thuộc địa bàn huyện Châu Thành và điểm cuối tại xã huyện Ba Tri, tỉnh Bến Tre.

## Quốc lộ 57C
Tuyến Quốc lộ 57C đoạn đi qua địa phận huyện Châu Thành, thành phố Bến Tre, huyện Giồng Trôm và huyện Ba Tri trước đây là Đường tỉnh 885, Đường tỉnh 887 và một đoạn Đường tỉnh 884 do tỉnh Bến Tre quản lý.
Thừa ủy quyền của Bộ GTVT, UBND tỉnh công bố quyết định của Bộ GTVT về việc chuyển đoạn ĐT.884 và ĐT.885, ĐT.887 thành QL.57C, với tổng chiều dài tuyến 65,987 km
Quốc lộ 57C có tổng chiều dài tuyến 64 km với điểm đầu nút giao với Quốc lộ 57 thuộc địa bàn huyện Chợ Lách và điểm cuối tại huyện Bình Đại, tỉnh Bến Tre.